# Hidden Valley (dal i Antarktis, lat -68,62, long 78,45)
Hidden Valley är en dal i Antarktis. Den ligger i Östantarktis. Australien gör anspråk på området.